# Conditions de Born-von Kármán
Pour les articles homonymes, voir Born, von Karman et Karman.
Les conditions de Born-von Karman, ou conditions BVK, sont des conditions périodiques aux limites utilisées en physique du solide pour déterminer les fonctions d'onde de particules, en général des électrons, dans des réseaux périodiques décrivant des cristaux. Le terme rend hommage aux physiciens Max Born et Theodore von Kármán.
L'étude d'un système physique à N corps comme celui d'un cristal n'est possible qu'en réduisant la dimensionnalité du problème. Pour cela on choisit une partition de ce système comportant M objets (les atomes du réseau en physique du solide) que l'on complète virtuellement en le prolongeant à chaque extrémité par un ensemble de copies de lui-même. La solution du problème initial sera obtenue en faisant tendre le nombre M vers l'infini dans la solution du problème à M objets.